# رالي فنلندا 2004
رالي فنلندا 2004 هو سباق رالي أقيم في الفترة من 6 أغسطس 2004 إلى 8 أغسطس 2004 في يوفاسكولا. كان الجولة التاسعة ضمن بطولة العالم للراليات موسم 2004. تكون الرالي من 22 مرحلة. فاز ماركوس غرونهولم ببطولة السائقين.